# Carlisle A.H. Trost
Carlisle Albert Herman Trost', född 24 april 1930 i Valmeyer, Illinois, död 29 september 2020 i Maryland, var en amerikansk sjöofficer (4-stjärnig amiral) som var i aktiv tjänst i USA:s flotta från 1953 fram till pensionsavgång 1990.
Trost var Chief of Naval Operations (CNO), den högsta yrkesmilitära befattningen i flottan och ledamot av Joint Chiefs of Staff, från 1 juli 1986 till 29 augusti 1990.

## Biografi
Carlisle A.H. Trost var kursetta i 1953 års avgångsklass vid United States Naval Academy och klasskamrat med Ross Perot. Därefter vidareutbildades han vid Submarine School i New London, Connecticut samt i atomkraft, återigen kursetta där. Som yngre officer erhöll han Olmstead-stipendium och studerade vid Freiburgs universitet i Västtyskland.
Till sjöss tjänstgjorde han på både jagare och ubåtar, såväl med diesel- och atomdrift. Trost var sekond för två olika atomubåtar, USS Scorpion (SSN-589) och USS Van Steuben (SSBN-632), samt fartygschef för strategiska robotubåten USS Sam Rayburn (SSBN-635).
Från 1970 till 1973 var Trost adjutant till USA:s marinminister John Warner. 1973 utsågs Trost till flaggman. I Pentagon arbetade han som adjutant till USA:s biträdande försvarsminister.
Mellan 1980 och 1981 var Trost befälhavare för USA:s sjunde flotta baserad i japanska Yokosuka, följt av posten som chef för planeringsstaben vid OPNAV. 1985 utnämndes Trost till 4-stjärnig amiral som befälhavare för Atlantflottan och vice befälhavare för United States Atlantic Command.
Han utsågs till CNO 1986. Amiral Trosts tid som CNO sammanföll delvis med John Lehmans tid som marinminister. Lehman hade motsatt sig Trosts utnämning till CNO, men blev överkörd av försvarsminister Caspar Weinberger och president Ronald Reagan. I samband med Lehmans avgång 1987 hävdade Trost att Lehman var "inte en balanserad människa". Kontrasten var stor mellan Lehmans självsäkra kaxighet och Trosts lågmälda saklighet.
I oktober 1989 genomförde han ett arbetsbesök med sin kollega i Sovjetunionens flotta. Trost gick i pension 1990 och efterträddes som CNO av Frank Kelso.